# Trichomanes attenuatum
Espèce
Trichomanes attenuatum est une espèce de fougères de la famille des Hyménophyllacées.
Synonymes : Ptilophyllum attenuatum (Hook.) Bosch ex Prantl, Trichomanes alatum var. attenuatum (Hook.) Bonap., Trichomanes alatum var. attenuatum (Hook.) Domin

## Description
Trichomanes attenuatum est classé dans le sous-genre Trichomanes.
Cette espèce a les caractéristiques suivantes :
- un port cespiteux, avec un court stipe où s'ordonnent des racines brun-foncé à noires ;
- un limbe triangulaire lancéolé, segmenté profondément une fois et lobé, portant de nombreux poils assez longs en bordure ainsi que sur les nervures et le rachis ;
- les sores sont situés sur les segments, plus nombreux à leur base, près du rachis, à la base des lobes
- chaque sore porte une longue columelle foncée
- l'indusie est tubulaire.

## Distribution
Cette espèce, strictement terrestre, est présente aux Antilles et en Amérique tropicale.